# Allard Neijmeijer
Allard Neijmeijer (15 juni 1989) is een Nederlands langebaanschaatser die gespecialiseerd is op de sprintafstanden.
Bij het NK afstanden voor neo-senioren in 2009 wist hij beslag te leggen op de tweede plaats achter Pim Schipper en net voor Sietse Heslinga. Hij schaatste zijn eerste seniorenkampioenschap in oktober 2009 in Heerenveen. Hij eindigde daar als 24e op de 500 meter.
In 2010 reed Neijmeijer bij de Drentse schaatsploeg Greenteam. Zijn specialiteit is zeer snel openen op de 100 meter. Anderhalve week voor het NK Afstanden 2011 vond Neijmeijer samen met sprintster Natasja Bruintjes een sponsor in Bosveld, op dat NK werd hij 13e op de 1000 meter.
Neijmeijer is sinds 25 december 2011 houder van het Nederlands record 100 meter in 9,64 seconden. Maar op de NK Afstanden 2013 reed hij alweer sneller op de 500 meter met een tussentijd van 9:58. Daar eindigde hij als 9e.

## Persoonlijke records
| Afstand    | Tijd    | Datum           | Baan       |
| ---------- | ------- | --------------- | ---------- |
| 500 meter  | 35,81   | 9 november 2012 | Heerenveen |
| 1000 meter | 1.10,93 | 6 november 2010 | Heerenveen |
| 1500 meter | 1.54,79 | 10 oktober 2010 | Heerenveen |
| 3000 meter | 4.22,47 | 13 januari 2008 | Heerenveen |

## Trivia
- Neijmeijer wist zich te plaatsen voor het NK afstanden 2009, door de plaatsingswedstrijd met zijn hand in het gips te rijden. Slechts een week voor het NK werd het gips verwijderd;
- Neijmeijer reed op 27 februari 2010 in Assen de 500 meter de 5e tijd ooit met 36,47, achter bekende toppers als Erben Wennemars, Gerard van Velde, Jan Bos en Beorn Nijenhuis.